# Wróżki (baśń)

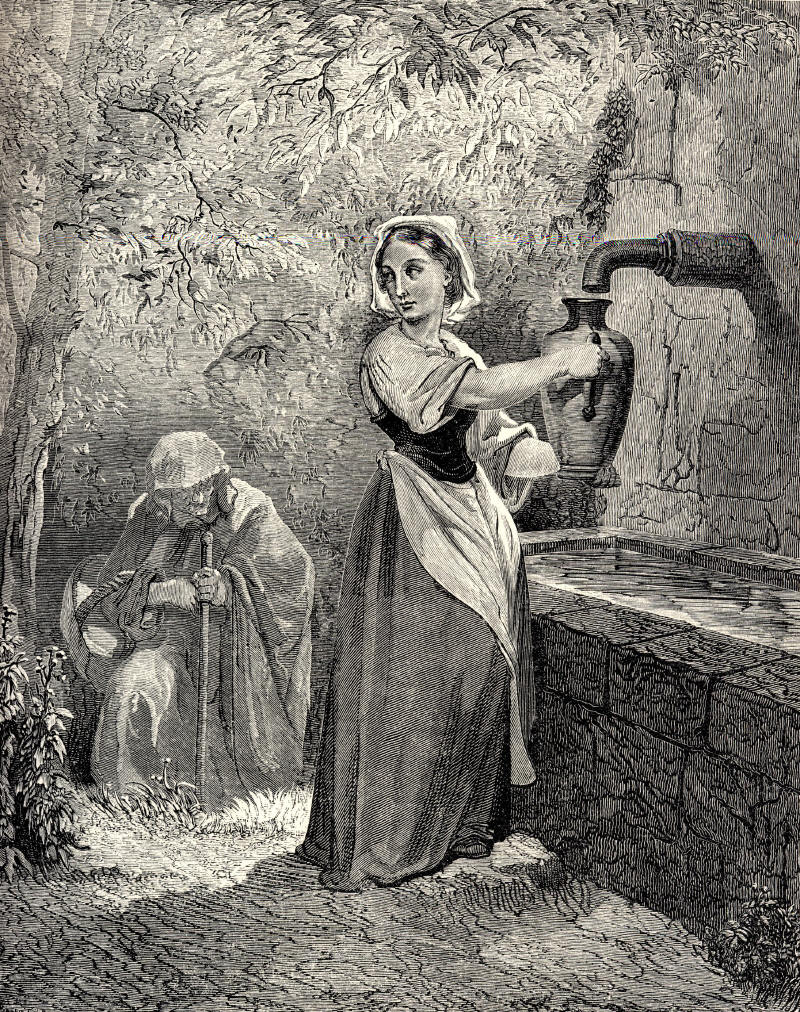
Ilustracja Gustave’a Doré

Wróżki  (fr. Les Fées)  – baśń autorstwa Charles’a Perraulta opublikowana w 1697 w zbiorku Histoires ou contes du temps passé. Opowiada o dwóch siostrach, z których jedna zostaje nagrodzona za uczynność i życzliwość, druga natomiast ukarana za nieuprzejmość i pychę.
Podobny schemat fabularny występuje w baśniach ludowych i literackich wielu narodów. W międzynarodowej klasyfikacji Aarnego-Thompsona-Uthera wątek ten oznaczony jest jako ATU 480.

## Treść
Pewna wdowa miała dwie córki. Starsza, zarozumiała i nieuczynna, ze względu na podobieństwo do matki była jej ulubienicą. Młodsza, która odziedziczyła po ojcu uprzejmość i życzliwość, budziła niechęć wdowy i była przez nią traktowana jak służąca.
Pewnego dnia, kiedy młodsza córka czerpała wodę ze źródła, zjawiła się uboga staruszka i poprosiła, by dała się jej napić. Dziewczyna spełniła jej prośbę. Okazało się, że staruszka jest tak naprawdę wróżką, która przybrała postać starej kobiety, by poddać bohaterkę próbie. Jej uczynność wróżka nagrodziła w ten sposób, że przy każdym wypowiedzianym słowie z ust dziewczyny miał wypadać kwiat albo klejnot.
Zachwycona matka natychmiast wyprawiła do źródła starszą córkę, aby ona również otrzymała cudowny dar. Dziewczyna poszła niechętnie i spotkała bogato ubraną kobietę, która poprosiła o podanie jej wody. Jednak córka, która czekała na przybycie starej żebraczki, odmówiła jej, obrzucając ją przy tym obelgami. Okazało się jednak, że była to ta sama wróżka, która tym razem przybrała postać zamożnej kobiety. Zapowiedziała, że odtąd przy każdym wypowiedzianym słowie z ust dziewczyny będzie wypadać wąż albo ropucha.
Wdowa rozpaczała, kiedy dowiedziała się, jaką klątwę rzuciła wróżka na jej ulubioną starszą córkę. Całą winę zrzuciła jednak na młodszą z sióstr. Kiedy chciała ją pobić, dziewczyna uciekła z domu. W pobliskim lesie spotkała księcia, który zachwycił się jej urodą i klejnotami padającymi z ust. Zabrał ją do zamku i wkrótce potem poślubił. Tymczasem starsza siostra była tak nieznośna, że nawet matka ją znienawidziła i wygnała z domu, tak że dziewczyna umarła w końcu w leśnych ostępach.
Baśń Perraulta kończy się dwoma wierszowanymi morałami. Według pierwszego z nich słowa mają większą moc niż pieniądze, drugi zapewnia, że uprzejmość zostanie prędzej czy później wynagrodzona.

## Warianty
- W niektórych adaptacjach baśni główna bohaterka nie jest córką, ale pasierbicą wdowy[4]. Również w rękopiśmiennej wersji baśni Perraulta z 1695 roku pojawia się pasierbica. Zastąpienie jej rodzoną córką w wydaniu z 1697 roku mogło wynikać z chęci uniknięcia podobieństwa z Kopciuszkiem[5].
- W tym samym okresie co baśń Perraulta powstała oparta na tym samym pomyśle baśń jego kuzynki, pisarki Marie-Jeanne L’Héritier de Villandon, zatytułowana Les Enchantements de l’éloquence ou les effets de la douceur (Czary elokwencji, czyli skutki życzliwości). Nawiązuje ona bardzo wyraźnie do ideału obycia towarzyskiego funkcjonującego w środowisku salonowym, w którym obracali się Perrault i L’Héritier[6].